# De profundis
De profundis és una pel·lícula espanyola d'animació del 2007, creada per Miguelanxo Prado, qui es va encarregar de la direcció, el guió, el dibuix, el disseny gràfic i visual i part de la producció com a productor associat. Per a l'apartat musical, de gran importància en la pel·lícula, va comptar amb Nani García. Ha estat produïda per Continental (Espanya), Desembarco Produccións (España), Zeppelin Filmes (Portugal) i Estrella Galicia (Espanya) amb la participació de TVE i Televisión de Galicia, així com el suport del fons europeu Eurimages.

## Sinopsi
Hi havia una vegada una casa en el mitjà de la mar, on una dona esperava tocant un violoncel melancòlic...
Esperava al seu estimat, un pintor que sempre va voler ser mariner per a navegar entre les meduses, les estrelles de mar i els peixos de mil colors que somiava en els seus quadres.
La seva fascinació li va portar a emprendre un viatge en el qual descobrir l'emocionant bellesa i els misteris de les profunditats, però després del qual cap dels sabia si algun dia podrien tornar a trobar-se...
Un viatge al fons de l'Oceà. Un somni en imatges. Una història d'amor. Un poema animat...

## Música
La música és una part important de la pel·lícula, que no presenta diàlegs. Es va comptar amb les composicions de Nani García, que van ser interpretades per l'Orquestra Simfònica de Galícia dirigida per Rubén Gimeno.
A més, el film compta amb la cançó original Soños de augua, que va ser composta per Nani García, amb lletra d'Eva Veiga i Carmen Rey i interpretada per aquesta i Ainhoa Arteta.

## Premis i candidatures
Candidata al Goya a la millor pel·lícula d'animació als XXI Premis Goya. A la 5a edició dels Premis Mestre Mateo va guanyar el premi a la millor música, al millor so i a la millor projecció interactiva.